# Людина в штатському
«Людина в штатському» (рос. «Человек в штатском») — радянський художній фільм 1973 року. Автором сценарію був радянський розвідник Дмитро Бистрольотов, фільм заснований на справжній історії з його життя.

## Сюжет
1930-ті роки. Радянський розвідник прибуває до Берліна під ім'ям угорського графа Пірельї де Кірельгазе. Його завдання — вступити в контакт з групою військових і дипломатів, опозиційно налаштованих до нацистського режиму. Випадково познайомившись зі співробітницею гестапо Доріс Шьорер, яка мріє про знатного чоловіка, він використовує її прихильність для передачі на батьківщину відомостей про військовий потенціал Німеччини і її підготовку до війни.

## У ролях
- Юозас Будрайтіс —  Сергій
- Микола Гриценко —  Еріх, барон Остен-Фельзен, полковник Генштабу
- Ірина Скобцева —  Ізольда, баронеса Остен-Фельзен
- Людмила Хитяєва —  Доріс Шьорер, штурмфюрер СС
- Володимир Дружников —  Степан
- Альгімантас Масюліс —  штандартенфюрер Швебе
- Володимир Кенігсон —  комкор
- Олег Голубицький — штурмбанфюрер Кемпнер
- Яніс Грантіньш — Рудольф фон Зітерт
- Володимир Козел — штурмбанфюрер Гольц
- Едуард Ізотов — Всеволод (Алекс фон Путілов)
- Лариса Віккел — зв'язкова Сергія
- Анатолій Іванов — штурмбанфюрер Рейтер
- Ніна Агапова — дружина Гехта
- Костянтин Забєлін — Гехт
- Олександр Хвиля — керуючий банком
- Анатолій Соловйов — штурмбанфюрер фон Бюлоф
- Вадим Грачов — фон Ревентгоф
- Володимир Балон — офіцер СС

## Знімальна група
- Режисер-постановник:  Василь Журавльов
- Сценаристи:  Василь Журавльов,  Дмитро Бистрольотов
- Оператор-постановник:  Тимофій Лебешев
- Художники:  Артур Бергер,  Саїд Меняльщиков
- Композитор:  Леонід Афанасьєв
- Звукооператор:  Нінель Калениченко
- Диригент:  Емін Хачатурян
- Режисер:  Володимир Досталь
- Оператор: В'ячеслав Сьомін
- Художник по костюмах:  Роза Сатуновська
- Монтаж: Марія Сергеєва
- Комбіновані зйомки: оператор  Ванда Рилач, художник Павло Сафонов
- Художник-декоратор: Володимир Фабриков
- Музичний редактор:  Раїса Лукіна
- Директор:  Дмитро Залбштейн